# Argyrophylax nigrotibialis
Argyrophylax nigrotibialis är en tvåvingeart som beskrevs av Baranov 1935. Argyrophylax nigrotibialis ingår i släktet Argyrophylax och familjen parasitflugor. Inga underarter finns listade i Catalogue of Life.